# Canadá en los Juegos Olímpicos de Sapporo 1972
Canadá estuvo representado en los Juegos Olímpicos de Sapporo 1972 por un total de 47 deportistas que compitieron en 7 deportes.  
La portadora de la bandera en la ceremonia de apertura fue la patinadora artística Karen Magnussen.

## Medallistas
El equipo olímpico canadiense obtuvo las siguientes medallas:
| Nombre          | Deporte            | Competición  |
| --------------- | ------------------ | ------------ |
| Oro             |                    |              |
| —               |                    |              |
| Plata           |                    |              |
| Karen Magnussen | Patinaje artístico | Individual F |
| Bronce          |                    |              |
| —               |                    |              |